# Itzenhain
Itzenhain ist ein Ortsteil von Gilserberg im nordhessischen Schwalm-Eder-Kreis.

## Geographische Lage
Itzenhain ist ein geschlossenes Dorf mit regelhaften Grundzügen in Talmündungslage. Die Kirche befindet sich in der Mitte des alten Ortskerns, der ehemals einen annähernd quadratischen Grundriss hatte. Durch den Ort führt die Kreisstraße 105. Etwa 500 Meter südlich liegt das aus einer ehemaligen Domäne und umliegenden Häusern bestehende Bellnhausen, das seit 1928 zu Itzenhain gehört.

## Geschichte

### Ortsgeschichte
Der Ortsname durchlief im Laufe der Jahrhunderte erhebliche Veränderungen, von der Ersterwähnung als Eichagene im Jahre 1197 in einem Güterregister des Klosters Spieskappel über Eizenhein (um 1240), Eitzenhagen (1253), Enzinhain (1312) und Eyzenhayn (1314, 1319) bis zum heutigen Itzenhain (1585).
Um 1240 tauschte Werner von Rupertshausen (ab 1263 Werner von Münchhausen) seine Güter zu Itzenhain mit dem Kloster Haina. Etwa um die gleiche Zeit erhielt das Kloster Güteranteile des Johann Drussel und seiner Erben sowie Arnolds von Lindenborn und seiner Erben in Itzenhain und dazugehörige zusammenliegende Äcker in der Gemarkung von Itzenhain. Schließlich tauschte Ludwig von Merzhausen mit dem Kloster seine Äcker zu Itzenhain und sein Recht am Markwald des Dorfes gegen eine Hufe in der heutigen Wüstung Witgenhain. Im Jahr 1263 teilte der Hainaer Mönch Konrad von Hörnsheim auf Befragen mit, dass das Kloster die an den Ritter Gerlach von Itzenhain vertauschten Güter samt dem Kirchenpatronat von Werner von Münchhausen gegen Güter des Klosters in Schwarzenborn eingetauscht, dann mehr als 20 Jahre besessen und schließlich zum selben Recht an den Ritter Gerlach von Itzenhain getauscht habe. 1314 vermachten die von Schleier dem Kloster Haina Einkünfte aus ihrem Güterbesitz in Itzenhain, die ihre Erben gegen einen anderen gleichwertigen Zins austauschen durften. 1322 schenkten die Herren von Itzenhain dem Kloster einen Zins aus ihren Gütern im Ort. 1557 gehörte der von vier Lehensnehmern bewirtschaftete Hof Itzenhain den Herren von Grifte und Reinhard Schenk als den Erben der Herren von Bellnhausen. 1569 war der Zehnte im Besitz von Reinhard Schenk und Hans von Grifte.
Hessische Gebietsreform (1970–1977)
Im Zuge der Gebietsreform in Hessen wurde die bis dahin selbständige Gemeinde Itzenhain zum 1. April 1972 auf freiwilliger Basis in die Gemeinde Gilserberg eingemeindet. Für alle nach Gilserberg eingegliederten ehemals eigenständigen Gemeinden wurden Ortsbezirke mit Ortsbeirat und Ortsvorsteher nach der Hessischen Gemeindeordnung gebildet.

### Gericht an der Kalten Hainbuche
Am Nordrand der Gemarkung, knapp unterhalb der Ostseite des Hauptgipfels der Kalten Hainbuche, liegt die Wüstung Kalte Hainbuche, wo das im 14. Jahrhundert mehrfach erwähnte Gericht an der Kalten Hainbuche tagte. 

### Bellnhausen
Die aus dem zu der ehemaligen Burg Bellnhausen gehörigen Gut im Jahre 1867 gebildete Staatsdomäne Bellnhausen, etwa 500 Meter südlich von Itzenhain, wurde 1928 aufgelöst.  Der Hof und die kleine Siedlung wurden nach Itzenhain eingemeindet.  Die bisherige Gemarkung Bellnhausen kam mehrheitlich an die Gemeinde Itzenhain, zu Teilen aber auch an Winterscheid und Appenhain. Die kleine Burg wurde bereits im 18. oder zu Anfang des 19. Jahrhunderts abgebrochen; erhalten sind nur noch geringe Mauerreste und Teile des viereckigen Wassergrabens.

## Bevölkerung

### Einwohnerstruktur 2011
Nach den Erhebungen des Zensus 2011 lebten am Stichtag, dem 9. Mai 2011, in Itzenhain 141 Einwohner. Darunter waren keine Ausländer. Nach dem Lebensalter waren 21 Einwohner unter 18 Jahren, 51 zwischen 18 und 49, 30 zwischen 50 und 64 und 39 Einwohner waren älter. Die Einwohner lebten in 54 Haushalten. Davon waren 9 Singlehaushalte, 18 Paare ohne Kinder und 31 Paare mit Kindern, sowie 3 Alleinerziehende und 3 Wohngemeinschaften. In 12 Haushalten lebten ausschließlich Senioren und in 27 Haushaltungen lebten keine Senioren. Aus Itzenhain kommt gebürtig die Journalistin, Buchautorin und Dokumentarfilmerin Susanne Messmer.

### Einwohnerentwicklung
| Quelle: Historisches Ortslexikon |                              |
| • 1557:                          | 10 Hausgesesse               |
| • 1585:                          | 10 Hausgesesse               |
| • 1639:                          | 5 Hausgesesse                |
| • 1681:                          | 7 Hausgesesse                |
| • 1776:                          | 10 Hausgesesse, 70 Einwohner |

| Itzenhain: Einwohnerzahlen von 1834 bis 2016 | Itzenhain: Einwohnerzahlen von 1834 bis 2016 | Itzenhain: Einwohnerzahlen von 1834 bis 2016 | Itzenhain: Einwohnerzahlen von 1834 bis 2016 | Itzenhain: Einwohnerzahlen von 1834 bis 2016 |
| --- | -------------------------------------------- | -------------------------------------------- | -------------------------------------------- | -------------------------------------------- |
| Jahr |                                              |                                              |                                              | Einwohner                                    |
| 1834 | 1834                                         |                                              | 122                                          | 122                                          |
| 1840 | 1840                                         |                                              | 130                                          | 130                                          |
| 1846 | 1846                                         |                                              | 141                                          | 141                                          |
| 1852 | 1852                                         |                                              | 132                                          | 132                                          |
| 1858 | 1858                                         |                                              | 119                                          | 119                                          |
| 1864 | 1864                                         |                                              | 126                                          | 126                                          |
| 1871 | 1871                                         |                                              | 132                                          | 132                                          |
| 1875 | 1875                                         |                                              | 126                                          | 126                                          |
| 1885 | 1885                                         |                                              | 136                                          | 136                                          |
| 1895 | 1895                                         |                                              | 126                                          | 126                                          |
| 1905 | 1905                                         |                                              | 139                                          | 139                                          |
| 1910 | 1910                                         |                                              | 148                                          | 148                                          |
| 1925 | 1925                                         |                                              | 120                                          | 120                                          |
| 1939 | 1939                                         |                                              | 133                                          | 133                                          |
| 1946 | 1946                                         |                                              | 188                                          | 188                                          |
| 1950 | 1950                                         |                                              | 188                                          | 188                                          |
| 1956 | 1956                                         |                                              | 183                                          | 183                                          |
| 1961 | 1961                                         |                                              | 167                                          | 167                                          |
| 1967 | 1967                                         |                                              | 170                                          | 170                                          |
| 1980 | 1980                                         |                                              | ?                                            | ?                                            |
| 1990 | 1990                                         |                                              | ?                                            | ?                                            |
| 2000 | 2000                                         |                                              | ?                                            | ?                                            |
| 2011 | 2011                                         |                                              | 141                                          | 141                                          |
| 2016 | 2016                                         |                                              | 141                                          | 141                                          |
| Datenquelle: Historisches Gemeindeverzeichnis für Hessen: Die Bevölkerung der Gemeinden 1834 bis 1967. Wiesbaden: Hessisches Statistisches Landesamt, 1968. Weitere Quellen: LAGIS; Gemeinde Gilserberg; Zensus 2011 |                                              |                                              |                                              |                                              |

### Historische Erwerbstätigkeit
| • 1775: | ein Schmied, zwei Leineweber, ein Schneider, drei Pottaschensieder, ein Schäfer                                                      |
| • 1838  | Familien: 11 Ackerbau, 2 Gewerbe, 6 Tagelöhner                                                                                       |
| • 1961  | Erwerbspersonen: 69 Land- und Forstwirtschaft, 15 produzierendes Gewerbe, einer Handel und Verkehr, 3 Dienstleistungen und Sonstiges |

## Religion
Der Bau einer Pfarrkirche in Itzenhain wird um 1263 erwähnt. Ab 1569 und später war sie eine Filiale von Sachsenhausen, heute gehören beide Orte zum Kirchspiel Lischeid. Die heutige Kirche wurde 1754/55 erbaut. Die Orgel wurde am 22. Juli 1913 geweiht und war ein Geschenk der Kirchengemeinde Wiera. Der Schalldeckel der Kanzel ist kunstvoll gestaltet, er zeigt einen Pelikan, der seine Jungen mit dem eigenen Blut ernährt.
Historische Religionszugehörigkeit
| Quelle: Historisches Ortslexikon |                                                                          |
| • 1861:                          | 110 evangelisch-reformierte Einwohner, 7 Mitglieder abweichender Sekten. |
| • 1885:                          | 103 evangelische (=100 %) Einwohner                                      |
| • 1961:                          | 119 evangelische (= 71,26 %), 48 katholische (= 28,74 %) Einwohner       |

## Politik
Für Itzenhain besteht ein Ortsbezirk (Gebiete der ehemaligen Gemeinde Itzenhain) mit Ortsbeirat und Ortsvorsteher nach der Hessischen Gemeindeordnung.
Der Ortsbeirat besteht aus fünf Mitgliedern. Bei den Kommunalwahlen in Hessen 2021 betrug die Wahlbeteiligung zum Ortsbeirat 70,41 %. Alle Kandidaten gehörten der „Freien Wählergemeinschaft Itzenhain“ an. Der Ortsbeirat wählte Arne Hofmann zum Ortsvorsteher.

## Feuerwehr Itzenhain/Appenhain
Die Freiwillige Feuerwehr Itzenhain wurde 1964 gegründet. 1966 schlossen sich die Feuerwehrmänner der Pflichtfeuerwehr des Nachbarorts Appenhain, womit die gemeinsame Freiwillige Feuerwehr Itzenhain/Appenhain entstand. Die Einsatzabteilung wird seit der Anschaffung des Tragkraftspritzenfahrzeugs TSF-W im Jahre 2001 zu Einsätzen im gesamten Gemeindegebiet Gilserberg gerufen. Die Jugendfeuerwehr nahm bisher fünfmal am Landesentscheid der Jugendfeuerwehrwettbewerbe teil. Im Jahr 2011 fand eine große Katastrophenschutzübung in der Gemarkung Itzenhain mit über 500 Einsatzkräften und Beteiligten statt.